# 748 Simeïsa
A 748 Simeïsa (ideiglenes jelöléssel 1913 RD) egy kisbolygó a Naprendszerben. Grigorij Nyeujmin fedezte fel 1913. március 14-én, a Szimejizi obszervatóriumról nevezték el.